# Ventilador médico

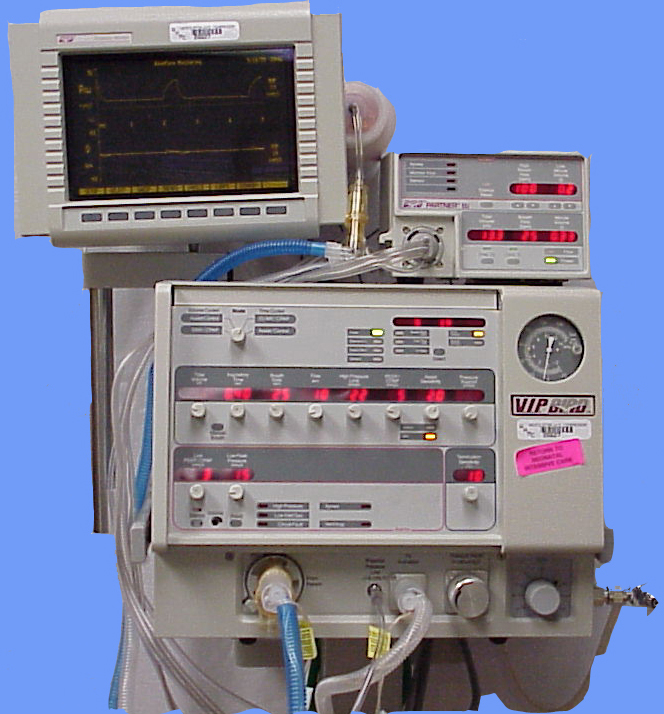
Ventilador hospitalar

Em medicina, ventilador ou respirador é um aparelho médico que realiza ventilação mecânica em pacientes com dificuldades respiratórias graves.